# Margrietje (lied)
Margrietje is een Nederlandstalig liedje van de Belgische zanger Louis Neefs uit 1971. Muziekproducent Peter Koelewijn vond het achteraf een vreemde combinatie; een (in zijn ogen) acommerciële zanger met een commerciële producer. De samenwerking liep dan ook snel stuk. Koelewijn schatte dat er ongeveer 100.000 exemplaren verkocht zijn van het plaatje (gegevens Belpop). 
De B-kant van de single was het liedje Er zal altijd zon zijn. Het nummer verscheen in 1979 (voor het eerst) op de lp Nooit Zonder Jou.
In 1987 werd het nummer gecoverd door The Deep Creek Jazzuits.
De melodie van het lied is afkomstig van het Duitse lied Guter Mond, du gehst so stille. Van dit lied zijn verschillende liedvlugschriften bekend vanaf 1800, wat doet vermoeden dat het lied eind 18e eeuw is ontstaan. Het werd in 1933 opgenomen door de toen succesvolle Duitse zanggroep Comedian Harmonists.  In 1956 namen de Selvera's een eerste Nederlandse versie op onder de titel Lieve Maan.

## Meewerkende artiesten
- Producer:
  - Peter Koelewijn
- Muzikanten:
  - Louis Neefs (zang)
  - Orkest Harry van Hoof (orkest)

## NPO Radio 2 Top 2000
| Nummer met noteringen in de NPO Radio 2 Top 2000 | '02  | '03  | '04  | '05  | '06  | '07 | '08  |
| ------------------------------------------------ | ---- | ---- | ---- | ---- | ---- | --- | ---- |
| Margrietje                                       | 1849 | 1597 | 1856 | 1717 | 1495 | -   | 1887 |

1. ↑  Een '-' betekent dat het nummer niet was genoteerd en een vetgedrukt getal geeft de hoogste notering aan.
2. ↑  2002 was het eerste jaar met een notering voor dit nummer.
3. ↑  Deze tabel is bijgewerkt tot en met de laatste editie (2024).